# Velo misto
Velo misto je hrvatska televizijska serija snimljena od 1979. do 1981. prema knjizi Miljenka Smoje, točno deset godina nakon velikog uspjeha njegove serije Naše malo misto. Velo misto je snimljeno pod redateljskom palicom Joakima Marušića, uz glazbu Pere Gotovca. Premijerno se prikazala na Televiziji Zagreb od 30. studenoga 1980. do 1. ožujka 1981.
Velo misto je živopisna kronika grada Splita koja opisjue mnoge ljudske sudbine: ribara, težaka, radnika, policajaca, piljarica, studenata, vojnika, bludnica, krijumčara, ljudi s ruba života, ali i uglednih građana. Kronika je to grada na vjetrometini burnih političkih zbivanja prve polovice dvadesetog stoljeća, kojoj ni u najtragičnijim trenucima ne ponestaje humora i plemenitosti. Autentičan jezik, bogati kostimi i scenografija, iznimna glumačka ostvarenja, glavne su vrline ove koloritne i pune mediteranskog ozračja rekonstruirane povijesne freske grada Splita.

## Radnja
Glavni likovi i životi tih likova temelje se na stvarnim osobama i događajima. Serija prati povijesna zbivanja, razvoj i život u Splitu tijekom cijele prve polovice XX. stoljeća, kroz prizmu nastanka, te uspona i padova jednog od simbola Splita, nogometnog kluba Hajduk. Priča prati dogodovštine osnivača i prvih igrača Hajduka, kao i brojnih likova na ovaj ili onaj način vezanih uz Hajduk.
Velo misto je, uz svog svojevrsnog prethodnika Naše malo misto, jedno je od najboljih i najpopularnijih djela hrvatske kinematografije, reprizirano puno puta.
Iz serije su poznati mnogi citati, od kojih su se neki uvriježili i u standardnom govoru:

## Uloge
| Glumac              | Lik                                                            | Epizode | Epizode | Epizode | Epizode | Epizode | Epizode | Epizode | Epizode | Epizode | Epizode | Epizode | Epizode | Epizode | Epizode | Epizode |
| Glumac              | Lik                                                            | I       | II      | III     | IV      | V       | VI      | VII     | VIII    | IX      | X       | XI      | XII     | XIII    | XIV     | Ukupno  |
| ------------------- | -------------------------------------------------------------- | ------- | ------- | ------- | ------- | ------- | ------- | ------- | ------- | ------- | ------- | ------- | ------- | ------- | ------- | ------- |
| Boris Dvornik       | Meštar, brijač (brico)                                         |         |         |         |         |         |         |         |         |         |         |         |         |         |         | 14      |
| Zdravka Krstulović  | Violeta, Pegulina žena, učiteljica plesa                       |         |         |         |         |         |         |         |         |         |         |         |         |         | †       | 14      |
| Mustafa Nadarević   | Inženjer Duje, Hajdukov osnivač i prvi Hajdukov vratar         |         |         |         |         |         |         |         |         |         |         |         |         |         |         | 14      |
| Špiro Guberina      | Strikan Jozo (Netjakov stric), Vaša Visost, smetlar (škovacin) |         |         |         |         |         |         |         |         |         |         |         |         |         |         | 14      |
| Mate Ergović        | Šjor Pučanstvo, policajac (pulicjot)                           |         |         |         |         |         |         |         |         |         |         |         |         |         |         | 14      |
| Ines Fančović       | Mare Mulica, prodavačica na tržnici                            |         |         |         |         |         |         |         |         |         |         |         |         |         | †       | 14      |
| Mira Furlan         | Kate, Tončijeva supruga                                        |         |         |         |         |         |         |         |         |         |         |         |         |         |         | 13      |
| Mladen Barbarić     | Pegula, Hajdukov igrač, Violetin suprug                        |         |         |         |         |         |         |         |         |         |         |         |         |         |         | 13      |
| Vlasta Knezović     | Marjeta, Feratina supruga                                      |         |         |         |         |         |         |         |         |         |         |         |         |         |         | 12      |
| Uglješa Kojadinović | Profesor (profešur), tvorac Hajdukova imena                    |         |         |         |         |         |         |         |         |         |         |         |         |         |         | 12      |
| Milan Štrljić       | Tonči, Hajdukov igrač, vojni dužnosnik                         |         |         |         |         |         |         |         |         |         |         |         | †       |         |         | 11      |
| Aljoša Vučković     | Ferata, Hajdukov igrač, lučki radnik                           |         |         |         |         |         |         |         |         |         |         |         | +       |         |         | 11      |
| Danko Ljuština      | Mijo, policajac (pulicjot)                                     |         |         |         |         |         |         |         |         |         |         |         |         |         | †       | 11      |
| Ivo Gregurević      | Netjak, Jozin nećak sa sela, smetlar (škovacin)                |         |         |         |         |         |         |         |         |         |         |         |         |         |         | 10      |
| Ljubo Kapor         | Picaferaj (održavatelj plinske rasvjete), Vaša Svitlost        |         |         |         |         |         |         |         |         | †       |         |         |         |         |         | 9       |
| Fabijan Šovagović   | Toma, Marijetin otac, težak                                    |         |         |         |         |         |         |         |         |         |         |         |         |         |         | 8       |
| Boris Buzančić      | Dotur Vice, gradonačelnik (šjor načelnik)                      |         |         |         |         |         |         |         | †       |         |         |         |         |         |         | 8       |
| Duško Valentić      | Papundek, Meštrov šegrt, Feratin i Marijetin sin, partizan     |         |         |         |         |         |         |         |         |         |         |         |         |         |         | 8       |
| Ratko Buljan        | Toni, slikar                                                   |         |         |         |         |         |         |         |         |         |         |         |         |         |         | 7       |
| Mirjana Majurec     | Ane, težakinja, partizanka                                     |         |         |         |         |         |         |         |         |         |         |         |         |         |         | 6       |
| Zlatko Madunić      | šjor Jakov                                                     |         |         |         |         |         |         |         |         |         |         |         |         |         |         | 6       |
| Ivica Vidović       | Očalinko, Meštrov šegrt                                        |         |         |         |         |         |         |         |         |         |         |         |         |         | †       | 5       |
| Etta Bortolazzi     | baba Marta                                                     |         |         |         | †       |         |         |         |         |         |         |         |         |         |         | 4       |
| Antun Nalis         | Miotto, vlasnik staklarnice                                    |         |         |         |         |         |         |         |         |         |         |         |         |         |         | 4       |
| Josip Genda         | Fabijan, Dujin otac                                            |         |         |         |         |         |         |         |         |         |         |         |         |         |         | 3       |

Ostale uloge:
- 10 epizoda: Franko Strmotić;
- 9 epizoda: Vinko Kraljević, Danica Cvitanović;
- 8 epizoda: Krešimir Zidarić, Vasja Kovačić, Vladimir Krstulović, Petar Buntić;
- 7 epizoda: Magda Matošić, Stevo Krnjajić, Ante Dulčić, Berislav Mudnić, Ivo Krištof;
- 6 epizoda: Miroslav Buhin, Domagoj Vukušić;
- 5 epizoda: Slobodan Aligrudić, Ivo Marjanović, Bogdan Buljan, Aleksandar Binder, Jadranka Matković, Željka Bašić;
- 4 epizode: Ivan Hajtl, Tana Mascarelli, Ratko Glavina, Boris Ugrin, Božo Jajčanin, Matko Raguž, Željko Vičević, Lenko Blažević;
- 3 epizode: Dara Vukić, Semka Sokolović-Bertok, Raniero Brumini, Ivan Biuk, Giulio Marini, Rikard Simonelli, Glauco Verdirosi, Bruno Petrali, Adam Vedernjak, Aleksandar Čakić, Mia Sasso, Helena Papić, Zvonko Žungul, Josip Matošin, Marijan Habazin, Duško Gruborović, Ante Laura, Darko Kavain, Frane Amižić, Damir Pleško, Nino Danielov, Robert Kramarić, Nenad Krolo, Tarzicije Balić;
- 2 epizode: Aleksandar Cvjetković, Nada Abrus, Zoran Balov, Frane Perišin, Dijana Krzanić, Božidar Smiljanić, Inge Appelt, Ivan Bibalo, Nedim Prohić, Danilo Maričić, Pero Vrca, Vlatko Perković, Dorijan Bauman, Tatjana Bermel, Terezija Dabić-Lepetić, Minja Nikolić, Davor Borčić, Edi Dobrilović, Božo Ganza, Slobodan Milovanović, Marko Bralić, Tonka Štetić, Šime Jagarinac, Davor Vešanović, Vladimir Obleščuk, Predrag Petrović, Damir Marunić, Žarko Savić, Žan Ojdanić, Vlado Simac, Šime Kažolin, Mario Smolčić, Marko Ora, Dario Vidošević, Tonči Barišić, Olga Pivec, Ivica Stjepić, Saša Mrduljaš.
- 1 epizoda: Boris Dvornik (Meštar), Zdravka Krstulović (Violeta), Mustafa Nadarević (Duje), Milan Štrljić (Tonči), Mladen Barbarić (Pegula), Boris Buzančić (dotur Vice), Ljubo Kapor (Picaferaj), Špiro Guberina (Jozo), Vlasta Knezović (Marjeta), Aljoša Vučković (Ferata), Mira Furlan (Kate), Mate Ergović (Pučanstvo), Uglješa Kojadinović (profesor), Ines Fančović (Mare), Etta Bortolazzi (baba Marta), Magda Matošić, Fabijan Šovagović (Toma), Dara Vukić(Dujina majka), Josip Genda (šjor Fabjan), Vinko Kraljević(Bakalar), Antun Nalis (Miotto), Krešimir Zidarić(Baćo), Stevo Krnjajić(Musa), Tatjana Bermel, Danko Ljuština (Mijo), Sanja Milosavljević (Marženka), Vladimir Krstulović (kao Vlado Krstulović), Danica Cvitanović, Berislav Mudnić, Željko Vičević, Adam Vedernjak, Aleksandar Binder, Nedim Prohić, Ksenia Prohaska, Ivo Rogulja, Mladena Gavran, Velemir Chytil, Nevenka Šain, Jelena Gruić, Marija Geml, Neva Belamarić, Jadranka Matković (Orsola), Vladimir Obleščuk (kao Vlado Obleščuk), Joakim Matković, Biserka Alibegović, Milovan Alač, Predrag Petrović, Stjepan Bahert, Tonči Papić, Jana Kašper, Ante Laura, Duško Gruborović (kao Dušan Gruborović), Žarko Savić, Olga Pivec (kao Olga Pivac), Ante Lipanović, Julije Perlaki, Vatroslav Tudor, Petar Buntić, Ivo Krištof (kao Ivan Krištof), Miroslav Buhin, Domagoj Vukušić, Ivica Stjepić, Darko Kavain, Frane Amižić, Nino Danielov, Robert Kramarić, Nenad Krolo, Saša Mrduljaš, Tarzicije Balić, Damir Pleško, Željka Bašić

## Vanjske poveznice
- Velo misto u internetskoj bazi filmova IMDb-a
- Komentar Miljenka Jergovića - Kada bi bilo novca i talenta, trebalo bi snimiti rimejk Velog mista  Arhivirana inačica izvorne stranice od 9. kolovoza 2014. (Wayback Machine) Jutarnji list, 8. kolovoza 2014.